# 416 (číslo)
Čtyři sta šestnáct je přirozené číslo. Následuje po číslu čtyři sta patnáct a předchází číslu čtyři sta sedmnáct. Římskými číslicemi se zapisuje CDXVI a řeckými číslicemi υις.

## Matematika
416 je:
- Abundantní číslo
- Složené číslo
- Nešťastné číslo

## Astronomie
- (416) Vaticana je planetka hlavního pásu, kterou objevil v roce 1896 Auguste Charlois

## Roky
- 416
- 416 př. n. l.